# Alexander Volkov (lutador)
Alexander Yevgenievich Volkov (em russo:  Александр Евгеньевич Волков; 24 de outubro de 1988) é um russo lutador de artes marciais mistas, que atualmente compete na divisão de Pesos Pesados. Atualmente luta no UFC, mas já lutou no Bellator. Tendo tornado-se profissional em 2009, Volkov competiu na maioria das vezes nos eventos da M-1 Global.
Atualmente ele treina na Red Devil Sport Club, um centro de treinamento ligado à M-1 Global. Seus companheiros de luta incluem Fedor Emelianenko e Gegard Mousasi.

## M-1 Global
A estreia professional de Volkov no MMA ocorreu em Abril de  2009 quando derrotou Nikolay Pleshakov por nocaute com apenas 80 segundos do primeiro round. Um mês se passou até que voltou a vencer por TKO,  dessa vez Adam Alikhanov, com apenas  20 segundos. Em seguida dessa luta ele perdeu para Akhmed Sultanov por nocaute.
Em Dezembro de 2009, com apenas oito meses de profissionalismo, Volkov encarou Ibragim Magomedov no M-1 Challenge 20 - 2009 Finals. Visto como zebra, Volkov venceu por decisão unânime. Volkov foi premiado pelo M-1 Global por "apresentar uma performance excepcional". Todas as lutas de Alexander Volkov no M-1 Global estão disponíveis na M-1 Global TV App.

## Cartel no MMA
| Cartel no MMA   |             |             |
| 47 lutas        | 37 vitórias | 10 derrotas |
| Por nocaute     | 24          | 2           |
| Por finalização | 4           | 3           |
| Por decisão     | 9           | 5           |

| Res.    | Cartel | Oponente              | Método                                   | Evento                                      | Data       | Round | Tempo | Local                     | Notas                                                                                        |
| ------- | ------ | --------------------- | ---------------------------------------- | ------------------------------------------- | ---------- | ----- | ----- | ------------------------- | -------------------------------------------------------------------------------------------- |
| Vitória | 37-10  | Tai Tuivasa           | Finalização (estrangulamento ezekiel)    | UFC 293: Adesanya vs. Strickland            | 10/09/2023 | 2     | 4:37  | Sydney                    |                                                                                              |
| Vitória | 36-10  | Alexander Romanov     | Nocaute Técnico (socos)                  | UFC Fight Night: Yan vs. Dvalishvili        | 11/03/2023 | 1     | 2:16  | Las Vegas, Nevada         |                                                                                              |
| Vitória | 35-10  | Jairzinho Rozenstruik | Nocaute Técnico (socos)                  | UFC Fight Night: Volkov vs. Rozenstruik     | 04/06/2022 | 1     | 2:12  | Las Vegas, Nevada         |                                                                                              |
| Derrota | 34-10  | Tom Aspinall          | Finalização (chave de braço)             | UFC Fight Night: Volkov vs. Aspinall        | 19/03/2022 | 1     | 3:45  | Londres                   |                                                                                              |
| Vitória | 34-9   | Marcin Tybura         | Decisão (unânime)                        | UFC 267: Blachowicz vs. Teixeira            | 30/10/2021 | 3     | 5:00  | Abu Dhabi                 |                                                                                              |
| Derrota | 33-9   | Ciryl Gane            | Decisão (unânime)                        | UFC Fight Night: Gane vs. Volkov            | 26/06/2021 | 5     | 5:00  | Las Vegas, Nevada         |                                                                                              |
| Vitória | 33-8   | Alistair Overeem      | Nocaute Técnico (socos)                  | UFC Fight Night: Overeem vs. Volkov         | 06/02/2021 | 2     | 2:06  | Las Vegas, Nevada         | Performance da Noite.                                                                        |
| Vitória | 32-8   | Walt Harris           | Nocaute Técnico (chute no corpo e socos) | UFC 254: Khabib vs. Gaethje                 | 24/10/2020 | 2     | 1:15  | Abu Dhabi                 |                                                                                              |
| Derrota | 31-8   | Curtis Blaydes        | Decisão (unânime)                        | UFC on ESPN: Blaydes vs. Volkov             | 20/06/2020 | 5     | 5:00  | Las Vegas, Nevada         |                                                                                              |
| Vitória | 31-7   | Greg Hardy            | Decisão (unânime)                        | UFC Fight Night: Zabit vs. Kattar           | 09/11/2019 | 3     | 5:00  | Moscou                    |                                                                                              |
| Derrota | 30-7   | Derrick Lewis         | Nocaute (socos)                          | UFC 229: Khabib vs. McGregor                | 06/10/2018 | 3     | 4:49  | Las Vegas, Nevada         |                                                                                              |
| Vitória | 30-6   | Fabricio Werdum       | Nocaute (socos)                          | UFC Fight Night: Werdum vs. Volkov          | 17/03/2018 | 4     | 1:38  | Londres                   | Performance da Noite.                                                                        |
| Vitória | 29-6   | Stefan Struve         | Nocaute Técnico (socos)                  | UFC Fight Night: Volkov vs. Struve          | 02/09/2017 | 3     | 3:30  | Roterdão                  | Luta da Noite.                                                                               |
| Vitória | 28-6   | Roy Nelson            | Decisão (unânime)                        | UFC on Fox: Johnson vs. Reis                | 15/04/2017 | 3     | 5:00  | Kansas City, Missouri     |                                                                                              |
| Vitória | 27-6   | Timothy Johnson       | Decisão (dividida)                       | UFC Fight Night: Mousasi vs. Hall II        | 19/11/2016 | 3     | 5:00  | Belfast                   | Estreia no UFC.                                                                              |
| Vitória | 26-6   | Attila Végh           | Nocaute (socos)                          | M-1 Challenge 68                            | 16/06/2016 | 1     | 2:38  | Moscou                    | Defendeu o cinturão peso-pesado do M-1 Global.                                               |
| Vitória | 25-6   | Dennis Smoldarev      | Finalização (triângulo)                  | M-1 Challenge 64                            | 19/02/2016 | 3     | 0:41  | Moscou                    | Ganhou o cinturão Peso Pesado do M-1 Global.                                                 |
| Derrota | 24-6   | Cheick Kongo          | Decisão (unânime)                        | Bellator 139                                | 26/06/2015 | 3     | 5:00  | Mulvane, Kansas           |                                                                                              |
| Derrota | 24-5   | Tony Johnson          | Decisão (dividida)                       | Bellator 136                                | 10/04/2015 | 3     | 5:00  | Irvine, California        |                                                                                              |
| Vitória | 24-4   | Alexei Kudin          | Decisão (unânime)                        | Union MMA Pro                               | 21/02/2015 | 3     | 5:00  | Krasnodar                 |                                                                                              |
| Vitória | 23-4   | Roy Broughton         | Nocaute Técnico (socos)                  | Tech-Krep FC: Battle of Heroes              | 12/12/2014 | 3     | 5:00  | São Petersburgo           |                                                                                              |
| Vitória | 22-4   | Blagoy Ivanov         | Finalização (mata leão)                  | Bellator 120                                | 17/05/2014 | 2     | 1:08  | Southaven, Mississippi    | Ganhou o Torneio de Pesados da 10ª Temporada.                                                |
| Vitória | 21-4   | Mighty Mo             | Nocaute (chute na cabeça)                | Bellator 116                                | 11/04/2014 | 1     | 2:44  | Temecula, California      | Semifinal do Torneio de Pesados da 10ª Temporada.                                            |
| Vitória | 20-4   | Mark Holata           | Nocaute Técnico (socos)                  | Bellator 111                                | 07/03/2014 | 1     | 1:21  | Thackerville, Oklahoma    | Quartas de Final do Torneio de Pesados da 10ª Temporada.                                     |
| Derrota | 19-4   | Vitaly Minakov        | Nocaute Técnico (socos)                  | Bellator 108                                | 15/11/2013 | 1     | 2:57  | Atlantic City, New Jersey | Perdeu o Cinturão Peso Pesado do Bellator.                                                   |
| Vitória | 19-3   | Rich Hale             | Decisão (unânime)                        | Bellator 84                                 | 14/12/2012 | 5     | 5:00  | Hammond, Indiana          | Final do Torneio de Pesados da 7ª Temporada; Ganhou o Cinturão Peso Pesado Vago do Bellator. |
| Vitória | 18-3   | Vinicius Queiroz      | Nocaute Técnico (socos)                  | Bellator 80                                 | 09/11/2012 | 2     | 4:59  | Hollywood, Florida        | Semifinal do Torneio de Pesados da 7ª Temporada.                                             |
| Vitória | 17-3   | Brett Rogers          | Decisão (unânime)                        | Bellator 75                                 | 05/10/2012 | 3     | 5:00  | Hammond, Indiana          | Estreia no Bellator; Quartas de Final do Torneio de Pesados da 7ª Temporada.                 |
| Vitória | 16-3   | Stefan Stankovic      | Nocaute Técnico (socos)                  | FEFoMP: Mayor Cup 2012                      | 26/05/2012 | 1     | 4:27  | Khabarovsk                |                                                                                              |
| Vitória | 15-3   | Ricco Rodriguez       | Decisão (unânime)                        | BF: Baltic Challenge 3                      | 23/02/2012 | 3     | 5:00  | Kaliningrad               |                                                                                              |
| Vitória | 14-3   | Arsen Abdulkerimov    | Nocaute Técnico (socos)                  | M-1 Global: Fedor vs. Monson                | 20/11/2011 | 1     | 0:26  | Moscou                    |                                                                                              |
| Vitória | 13-3   | Bahodir Ibrogimov     | Nocaute Técnico (socos)                  | MMA Corona Cup 1                            | 07/10/2011 | 2     | 2:22  | Moscou                    |                                                                                              |
| Vitória | 12-3   | Nedyalko Karadzhov    | Nocaute Técnico (socos)                  | League-70: Rússia vs. Brazil                | 05/08/2011 | 1     | 2:41  | Sochi                     |                                                                                              |
| Vitória | 11-3   | Denis Goltsov         | Nocaute Técnico (socos)                  | M-1 Challenge XXV: Zavurov vs. Enomoto      | 28/04/2011 | 2     | 3:05  | São Petersburgo           |                                                                                              |
| Vitória | 10-3   | Ruslan Chapko         | Nocaute Técnico (socos)                  | Mix Fight Tournament                        | 15/01/2011 | 1     | N/A   | Moscou                    |                                                                                              |
| Derrota | 9-3    | Pat Bennett           | Decisão (unânime)                        | M-1 Challenge XXII: Narkun vs. Vasilevsky   | 10/12/2010 | 4     | 5:00  | Moscou                    | A luta teve um quarto round adicional.                                                       |
| Vitória | 9-2    | Evgeni Babich         | Nocaute Técnico (socos)                  | LM - Tournament 3                           | 18/09/2010 | 1     | 2:10  | Lipetsk Oblast            |                                                                                              |
| Vitória | 8-2    | Eldar Yagudin         | Nocaute Técnico (socos)                  | Ratnoe Pole                                 | 07/08/2010 | 1     | 4:34  | Ryazan                    |                                                                                              |
| Derrota | 7-2    | Maxim Grishin         | Finalização (mata leão)                  | M-1 Selection 2010 - Eastern Europe Finals  | 22/07/2010 | 1     | 2:39  | Moscou                    | Final do Torneio do Eastern Europe.                                                          |
| Vitória | 7-1    | Alexander Romaschenko | Finalização (mata leão)                  | M-1 Selection 2010 - Eastern Europe Round 3 | 28/05/2010 | 1     | 2:59  | Kiev                      | Semifinal do Torneio do Eastern Europe.                                                      |
| Vitória | 6-1    | Vitalii Yalovenko     | Nocaute Técnico (interrupção médica)     | M-1 Selection 2010 - Eastern Europe Round 2 | 10/04/2010 | 2     | 1:05  | Kiev                      | Round de Abertura do Torneio do Eastern Europe.                                              |
| Vitória | 5-1    | Ibragim Magomedov     | Decisão (unânime)                        | M-1 Challenge 20 - 2009 Finals              | 03/12/2009 | 3     | 5:00  | São Petersburgo           |                                                                                              |
| Vitória | 4-1    | Smbat Zakaryan        | Nocaute Técnico (socos)                  | ProFC - Union Nation Cup 3                  | 30/10/2009 | 1     | 4:20  | Rostov-on-Don             |                                                                                              |
| Vitória | 3-1    | Abdulhalik Magomedov  | Nocaute Técnico (socos)                  | M-1 Challenge - 2009 Selections 8           | 04/10/2009 | 1     | 4:43  | Moscou                    |                                                                                              |
| Derrota | 2-1    | Akhmed Sultanov       | Finalização (chave de braço)             | M-1 Challenge - 2009 Selections 4           | 24/06/2009 | 1     | 2:50  | São Petersburgo           |                                                                                              |
| Vitória | 2-0    | Adam Alikhanov        | Nocaute Técnico (socos)                  | M-1 Challenge - 2009 Selections 3           | 28/05/2009 | 1     | 0:20  | São Petersburgo           |                                                                                              |
| Vitória | 1-0    | Nikolay Pleshakov     | Nocaute Técnico (socos)                  | M-1 Challenge - 2009 Selections 2           | 19/04/2009 | 1     | 1:20  | São Petersburgo           |                                                                                              |